# مایک سلمن
مایک سلمن (انگلیسی: Mike Silliman؛ زاده ۵ مهٔ ۱۹۴۴ درگذشته ۱۶ ژوئن ۲۰۰۰) یک بازیکن بسکتبال اهل ایالات متحده آمریکا بود. 